# Кентен (коммуна)
Кенте́н (фр. Quintin, брет. Kintin) — коммуна во Франции, находится в регионе Бретань. Департамент — Кот-д’Армор. Входит в состав кантона Плело. Округ коммуны — Сен-Бриё.
Код INSEE коммуны — 22262.

## География
Коммуна расположена приблизительно в 390 км к западу от Парижа, в 100 км западнее Ренна, в 17 км к юго-западу от Сен-Бриё.
По территории коммуны протекает река Гуэ.

## Население
Население коммуны на 2016 год составляло 2 815 человек.
| 1962 | 1968 | 1975 | 1982 | 1990 | 1999 | 2008 | 2016 |
| ---- | ---- | ---- | ---- | ---- | ---- | ---- | ---- |
| 2593 | 2727 | 2857 | 2814 | 2602 | 2611 | 2835 | 2815 |

## Администрация
| Период | Период | Фамилия    | Партия                  | Примечания |
| ------ | ------ | ---------- | ----------------------- | ---------- |
| 2001   | 2008   | Клод Морен | Разные правые           |            |
| 2008   | 2014   | Ив Бриен   | Социалистическая партия |            |
| 2014   |        | Мирей Эро  | Разные правые           |            |

## Экономика
В 2007 году среди 1497 человек в трудоспособном возрасте (15—64 лет) 1086 были экономически активными, 411 — неактивными (показатель активности — 72,5 %, в 1999 году было 67,6 %). Из 1086 активных работали 984 человека (522 мужчины и 462 женщины), безработных было 102 (43 мужчины и 59 женщин). Среди 411 неактивных 165 человек были учениками или студентами, 132 — пенсионерами, 114 были неактивными по другим причинам.

## Достопримечательности
- Базилика Нотр-Дам
- Часовня Сент-Ив (XVIII век). Исторический памятник с 1986 года[3]
- Руины церкви Сен-Тюрьо (XV век). Исторический памятник с 1951 года[4]
- Фонтан Карм (1619 год). Исторический памятник с 1981 года[5]
- Фонтан Нотр-Дам (XV век). Исторический памятник с 1913 года[6]
- Замок Кентен[фр.] (XVII век). Исторический памятник с 1951 года[7]
- Менгир Рош-Лонг (эпоха неолита). Исторический памятник с 1862 года[8]

## Города-побратимы
- Перрос-Гирек (Франция)

## Фотогалерея

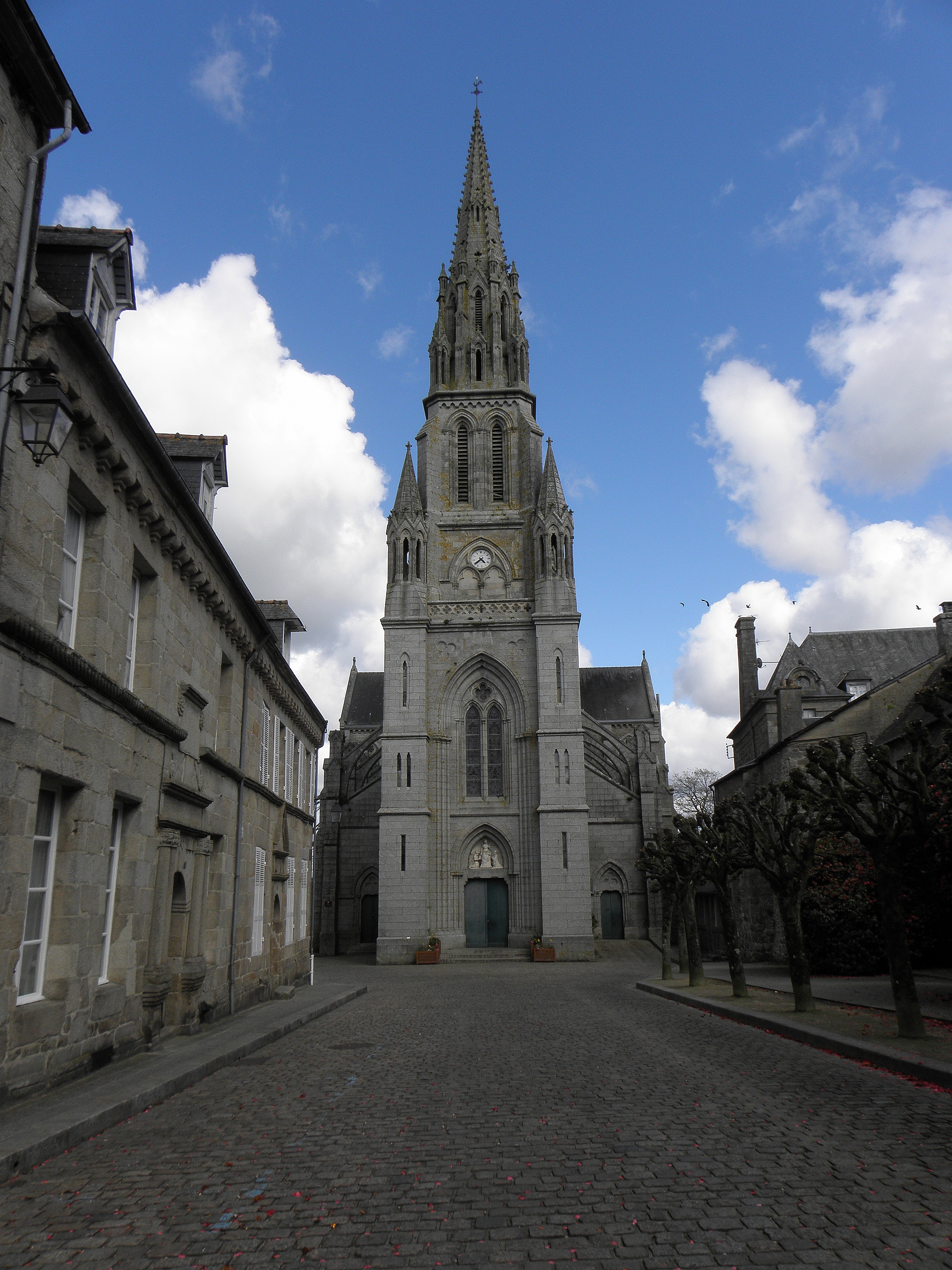
Базилика Нотр-Дам
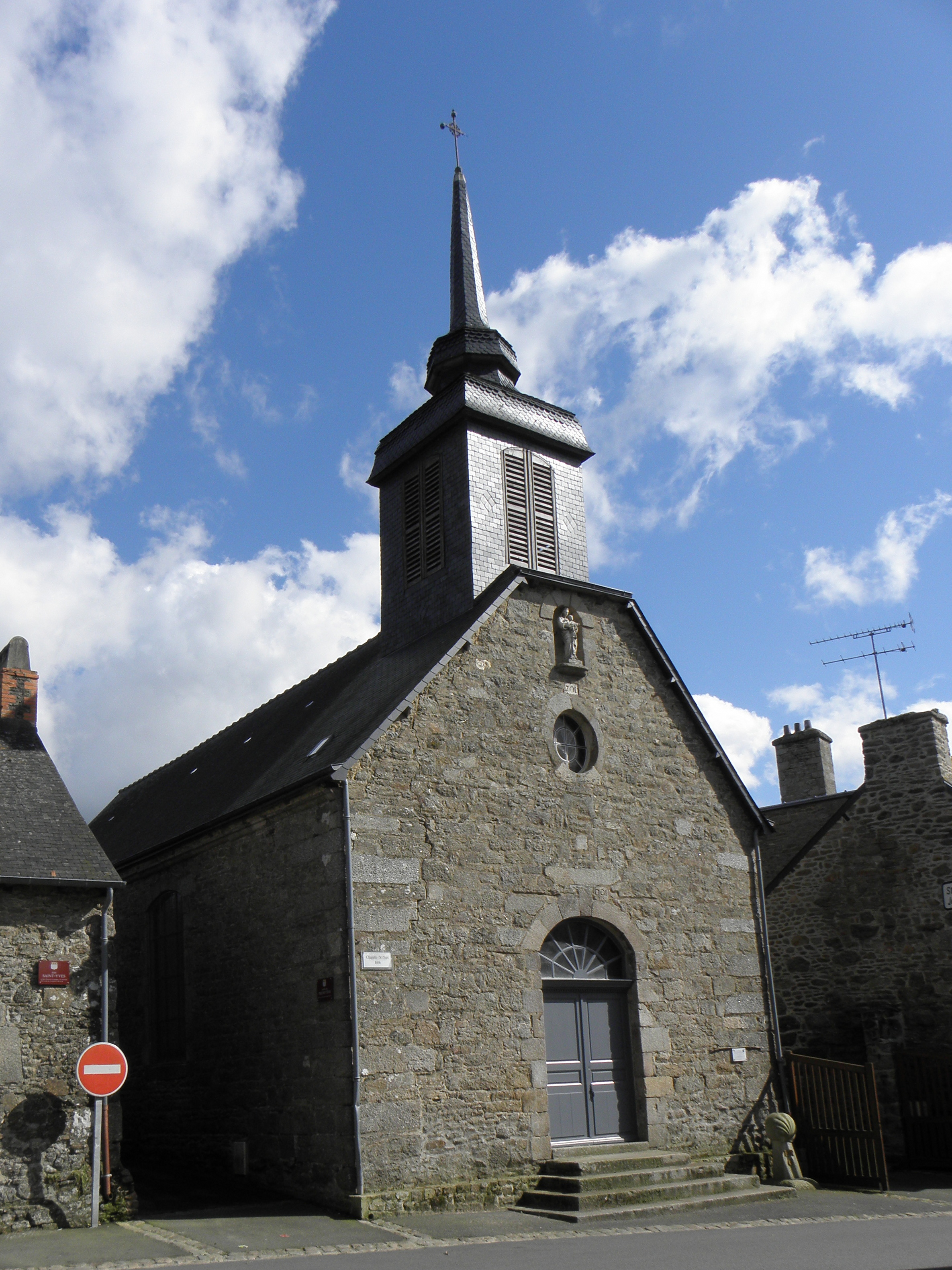
Часовня Сент-Ив
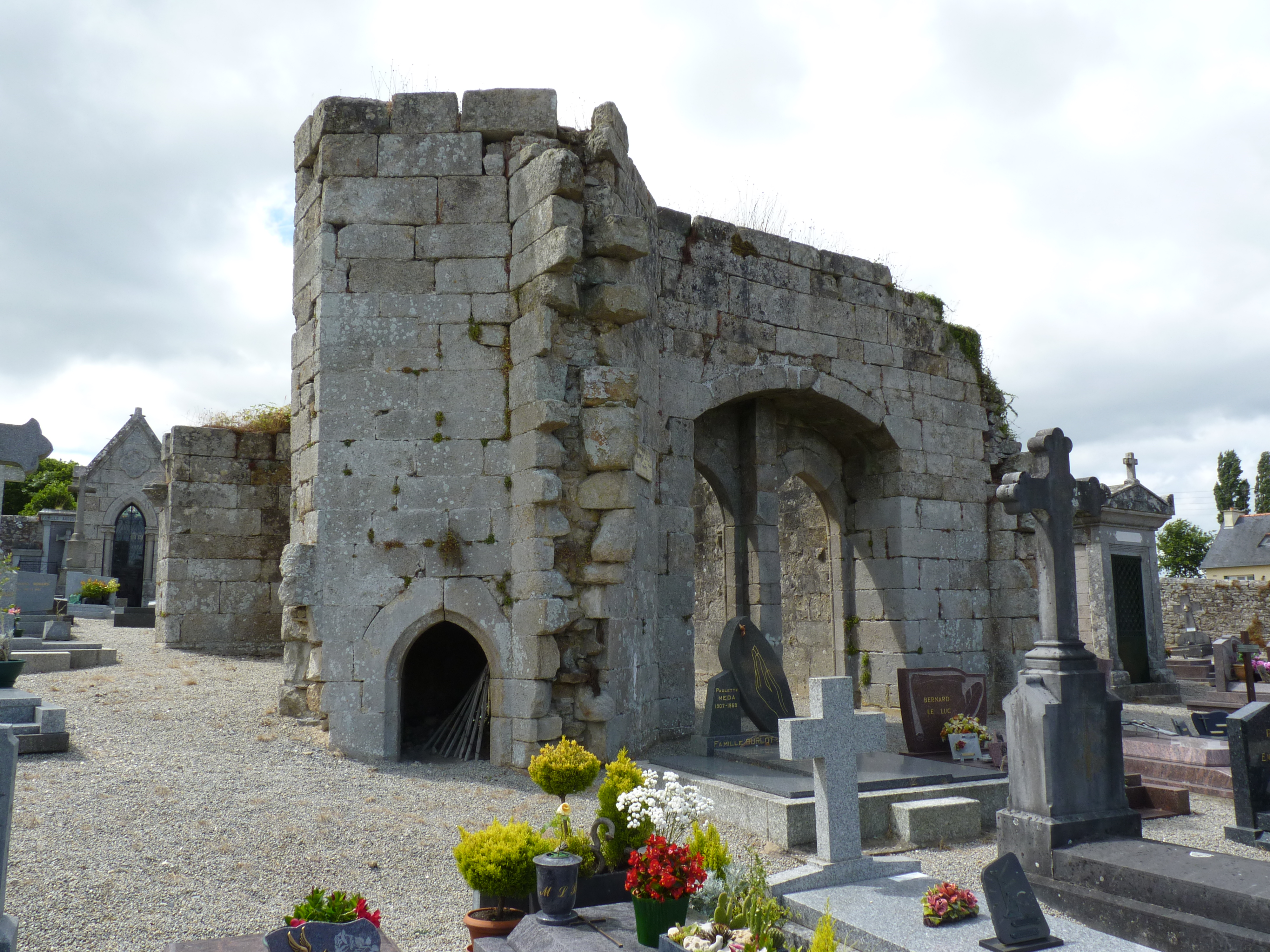
Руины церкви Сен-Тюрьо
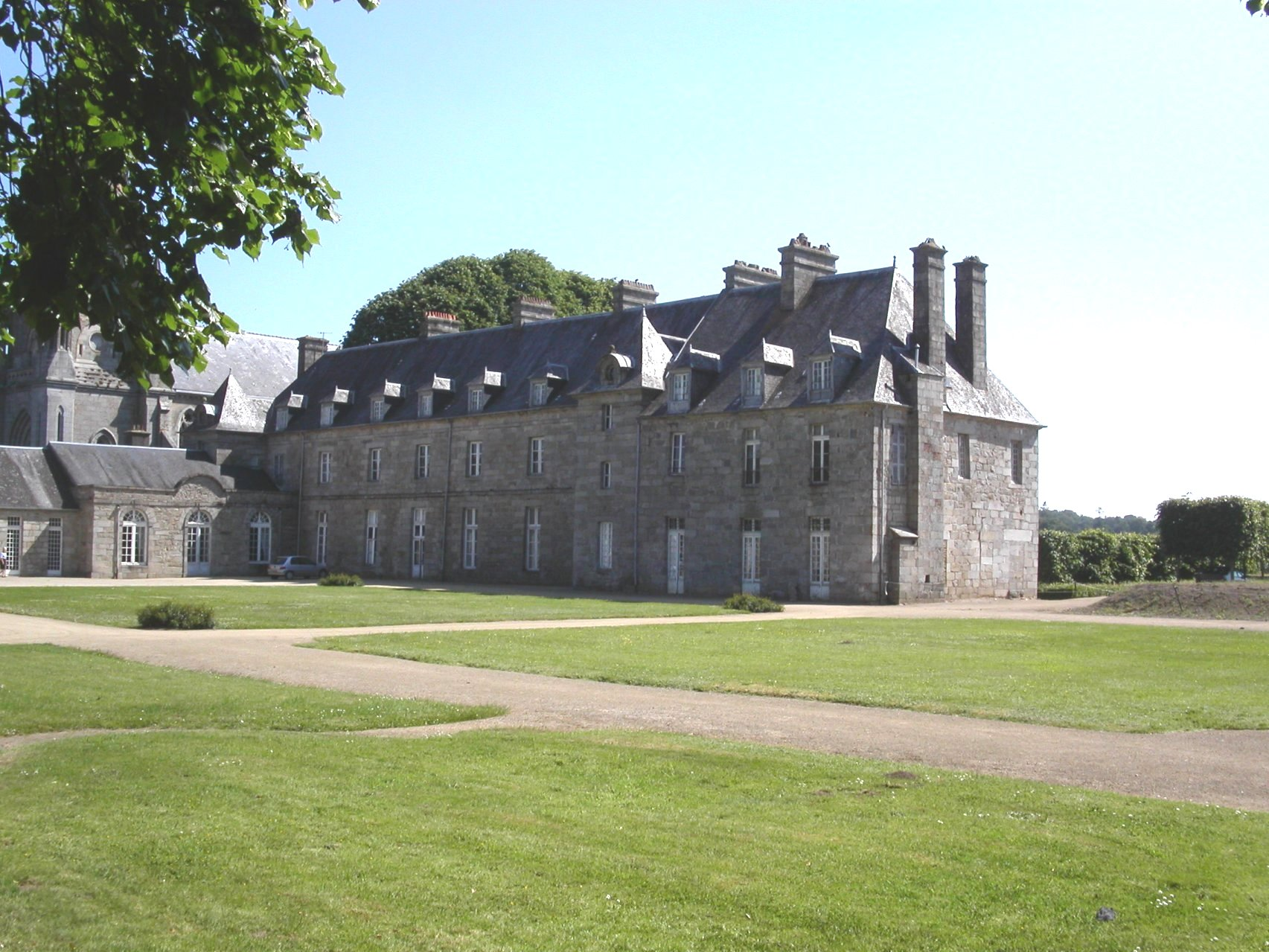
Замок Кентен
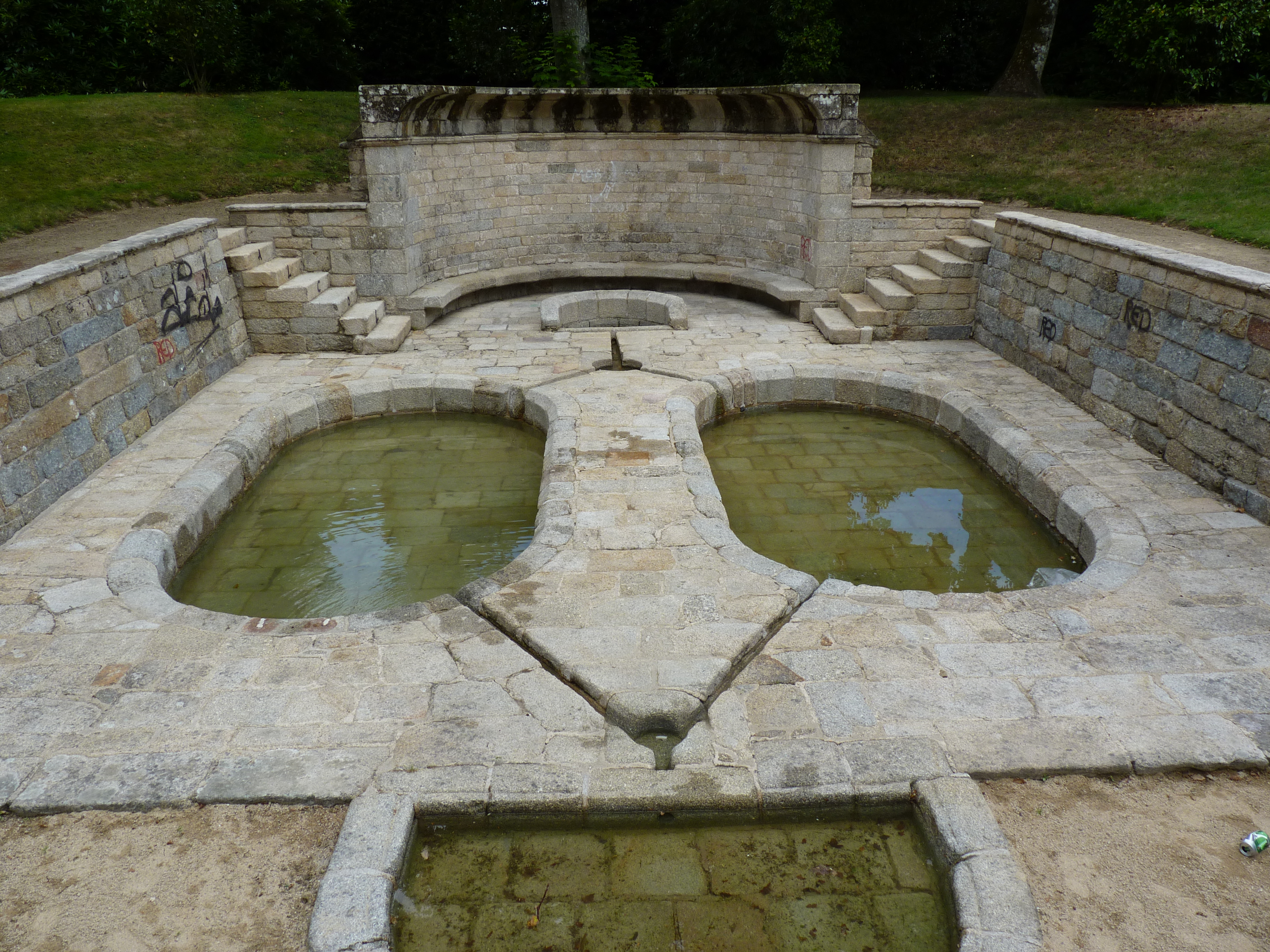
Фонтан Карм
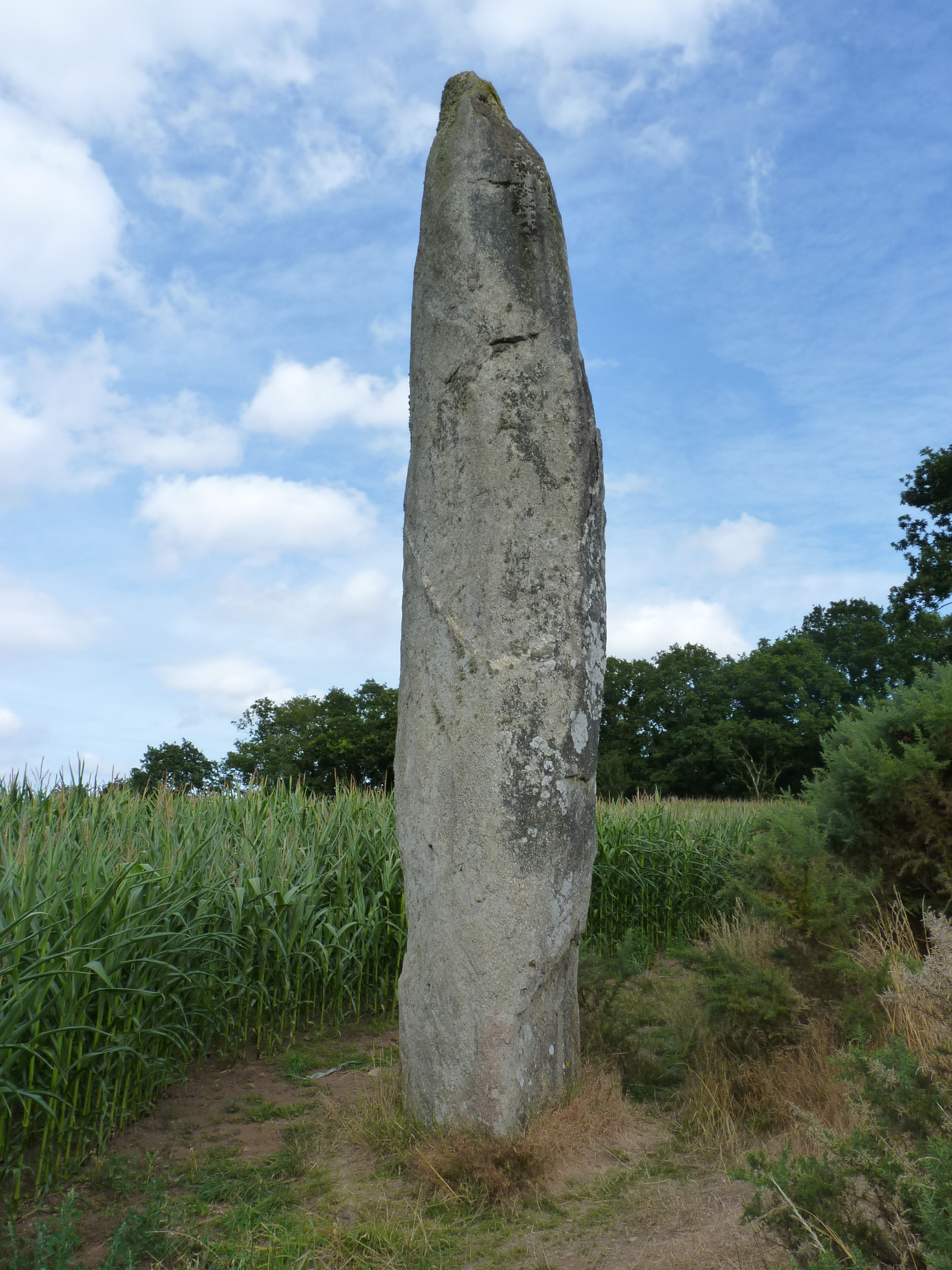
Менгир Рош-Лонг